# Massignieu-de-Rives
Massignieu-de-Rives est une commune française, située dans le département de l'Ain en région Auvergne-Rhône-Alpes.
Les habitants de Massignieu-de-Rives s'appellent les Massignolants.

## Géographie
Commune située à 8 km à l'est de Belley et à 2 km du Rhône, donc de la Savoie pour le chef-lieu. Elle est située dans la zone d'appellation AOC des vins du Bugey.
Présence d'une base de loisirs avec plan d'eau, plage, port de plaisance et camping sur la commune.

### Climat
Pour des articles plus généraux, voir Climat d'Auvergne-Rhône-Alpes et Climat de l'Ain.
En 2010, le climat de la commune est de type climat océanique altéré, selon une étude du CNRS s'appuyant sur une série de données couvrant la période 1971-2000. En 2020, Météo-France publie une typologie des climats de la France métropolitaine dans laquelle la commune est exposée à un climat de montagne ou de marges de montagne et est dans la région climatique Alpes du nord, caractérisée par une pluviométrie annuelle de 1 200 à 1 500 mm, irrégulièrement répartie en été.
Pour la période 1971-2000, la température annuelle moyenne est de 11,5 °C, avec une amplitude thermique annuelle de 18,7 °C. Le cumul annuel moyen de précipitations est de 1 224 mm, avec 10,3 jours de précipitations en janvier et 7,8 jours en juillet. Pour la période 1991-2020, la température moyenne annuelle observée sur la station météorologique de Météo-France la plus proche, « Belley Man », sur la commune de Belley à 6 km à vol d'oiseau, est de 12,1 °C et le cumul annuel moyen de précipitations est de 1 099,8 mm,. Pour l'avenir, les paramètres climatiques de la commune estimés pour 2050 selon différents scénarios d'émission de gaz à effet de serre sont consultables sur un site dédié publié par Météo-France en novembre 2022.

## Urbanisme

### Typologie
Au 1er janvier 2024, Massignieu-de-Rives est catégorisée commune rurale à habitat dispersé, selon la nouvelle grille communale de densité à 7 niveaux définie par l'Insee en 2022.
Elle est située hors unité urbaine. Par ailleurs la commune fait partie de l'aire d'attraction de Belley, dont elle est une commune de la couronne,. Cette aire, qui regroupe 31 communes, est catégorisée dans les aires de moins de 50 000 habitants,.

### Occupation des sols
L'occupation des sols de la commune, telle qu'elle ressort de la base de données européenne d’occupation biophysique des sols Corine Land Cover (CLC), est marquée par l'importance des territoires agricoles (54 % en 2018), en augmentation par rapport à 1990 (51,2 %). La répartition détaillée en 2018 est la suivante : 
terres arables (32,9 %), forêts (28 %), zones agricoles hétérogènes (12,9 %), eaux continentales (9 %), prairies (8,2 %), milieux à végétation arbustive et/ou herbacée (6,2 %), zones urbanisées (2,8 %).
L'évolution de l’occupation des sols de la commune et de ses infrastructures peut être observée sur les différentes représentations cartographiques du territoire : la carte de Cassini (XVIIIe siècle), la carte d'état-major (1820-1866) et les cartes ou photos aériennes de l'IGN pour la période actuelle (1950 à aujourd'hui).

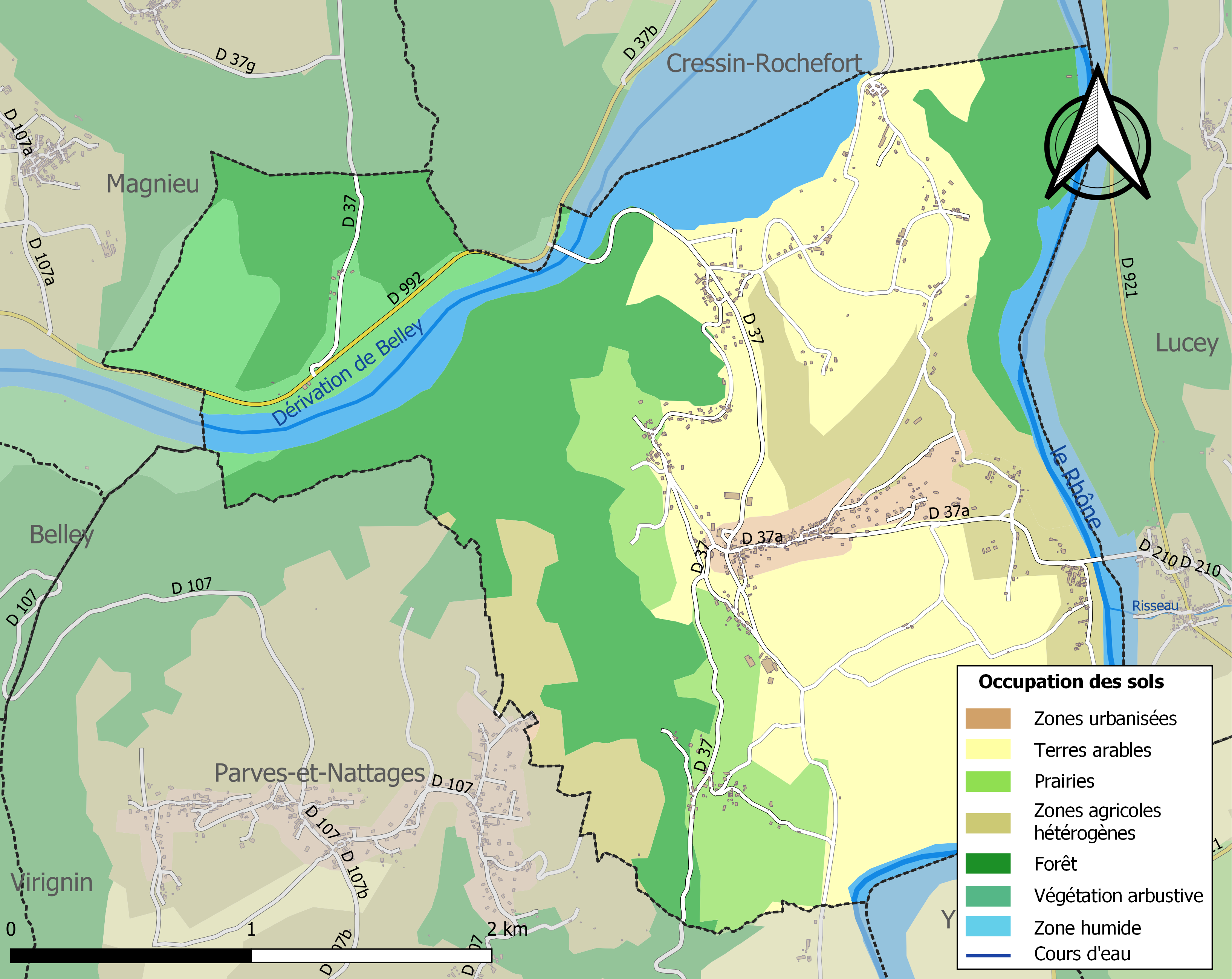
Carte des infrastructures et de l'occupation des sols de la commune en 2018 (CLC).

## Histoire
Les premières traces d'occupation de la commune datent du campaniforme (environ du IIe millénaire av. J.-C.), elles ont été mises au jour lors des travaux du Lit-au-Roi au niveau du lac de Bart. Une pierre à cupules était visible au même endroit.

En 1854, au lieu-dit Rocher de la Corbières , une hache et une faucille de bronze ont été mises au jour.

Sous l'occupation romaine, une villa romaine (villa de Massinus) est attestée par des vestiges de tombe à incinération au lieu-dit Paris de Boutz.

Les différents vestiges gallo-romains mis au jour sur la commune s'étalent de Néron à Constantin (environ de 60 apr. J.-C. à 320). L'occupation gallo-romaine est liée au passage sur la commune de la voie romaine de Lemincum.
Un sarcophage gallo-romain à deux places connu sous le nom de Lit-au-Roi se trouvait anciennement sur la commune. Ce sarcophage est celui de Silanius Luciolus et sa femme Connia antiquae. Il se trouve depuis 1760 sur la commune de Lavours. Ce sarcophage doit son nom au fait qu'en 877, il aurait servi de tombeau au roi Charles le Chauve avant le transfert du corps de ce dernier à Saint-Pierre de Nantua. La famille d'Escrivieux, citée pour la première fois au XIIe siècle, possédait une maison forte au hameau du Grand Écrivieu aujourd'hui totalement ruinée. Au XVIIe siècle, la famille s'éteint sans postérité et le fief est cédé successivement à plusieurs familles de la région.
Le hameau du Grand Écrivieux présente encore de nos jours les restes d'un couvent et d'un presbytère Renaissance. Au XIXe siècle, la commune présente une importante sériciculture (élevage des vers à soie) et compte jusqu'à cinq cafés.
En 1878, un pont, dit pont de Lucey, est construit entre le hameau de Rives (Ain) et le village de Lucey (Savoie). Le 22 juin 1940, à la suite de l'invasion du village par les troupes allemandes, ce pont est détruit par les troupes françaises. Les combats dans ce hameau sont parmi les derniers de la campagne de France.
En 1982, les travaux de dérivation du Rhône ont fortement modifié le paysage de Massignieu-de-Rives ; un lac, appelé lac du Lit du Roi, comprenant une base de loisirs, a été aménagé dans le nord la commune, près du hameau des Mures.

## Politique et administration

### Découpage territorial
La commune de Massignieu-de-Rives est membre de la communauté de communes Bugey Sud, un établissement public de coopération intercommunale (EPCI) à fiscalité propre créé le 1er janvier 2014 dont le siège est à Belley. Ce dernier est par ailleurs membre d'autres groupements intercommunaux.
Sur le plan administratif, elle est rattachée à l'arrondissement de Belley, au département de l'Ain et à la région Auvergne-Rhône-Alpes. Sur le plan électoral, elle dépend du  canton de Belley pour l'élection des conseillers départementaux, depuis le redécoupage cantonal de 2014 entré en vigueur en 2015, et de la troisième circonscription de l'Ain  pour les élections législatives, depuis le dernier découpage électoral de 2010.

### Administration municipale

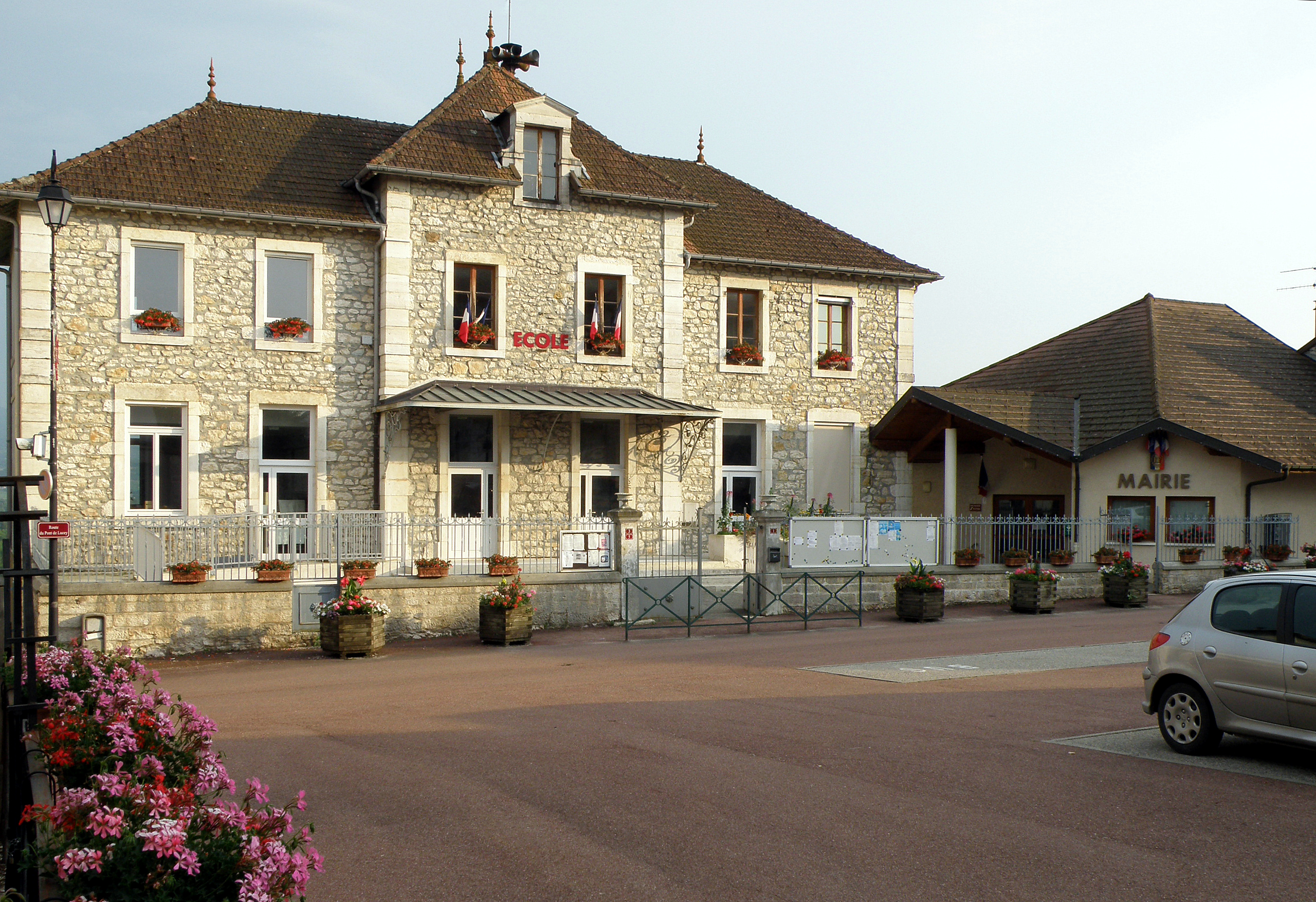
École et mairie de Massignieu.

| Période                                  | Période    | Identité            | Étiquette | Qualité                                                                |
| ---------------------------------------- | ---------- | ------------------- | --------- | ---------------------------------------------------------------------- |
| juin 1995                                | mars 2008  | Georges Bassieu     |           |                                                                        |
| mars 2008                                | avril 2014 | Jean-Claude Lyonnet |           |                                                                        |
| avril                                    | mai 2020   | Julien Quinard      |           | Agriculteur exploitant                                                 |
| mai 2020                                 | En cours   | Didier Vinette      |           | Profession intermédiaire administrative et commerciale des entreprises |
| Les données manquantes sont à compléter. |            |                     |           |                                                                        |

## Démographie
L'évolution du nombre d'habitants est connue à travers les recensements de la population effectués dans la commune depuis 1793. Pour les communes de moins de 10 000 habitants, une enquête de recensement portant sur toute la population est réalisée tous les cinq ans, les populations de référence des années intermédiaires étant quant à elles estimées par interpolation ou extrapolation. Pour la commune, le premier recensement exhaustif entrant dans le cadre du nouveau dispositif a été réalisé en 2006.
En 2022, la commune comptait 653 habitants, en évolution de +6,53 % par rapport à 2016 (Ain : +5,15 %, France hors Mayotte : +2,11 %).
| 1793 | 1800 | 1806 | 1821 | 1831 | 1836 | 1841 | 1846 | 1851 |
| ---- | ---- | ---- | ---- | ---- | ---- | ---- | ---- | ---- |
| 498  | 409  | 581  | 633  | 579  | 603  | 710  | 792  | 815  |

| 1856 | 1861 | 1866 | 1872 | 1876 | 1881 | 1886 | 1891 | 1896 |
| ---- | ---- | ---- | ---- | ---- | ---- | ---- | ---- | ---- |
| 752  | 701  | 672  | 646  | 651  | 608  | 607  | 593  | 585  |

| 1901 | 1906 | 1911 | 1921 | 1926 | 1931 | 1936 | 1946 | 1954 |
| ---- | ---- | ---- | ---- | ---- | ---- | ---- | ---- | ---- |
| 564  | 570  | 518  | 455  | 440  | 405  | 420  | 377  | 308  |

| 1962 | 1968 | 1975 | 1982 | 1990 | 1999 | 2006 | 2011 | 2016 |
| ---- | ---- | ---- | ---- | ---- | ---- | ---- | ---- | ---- |
| 302  | 323  | 305  | 404  | 412  | 498  | 564  | 625  | 613  |

| 2021 | 2022 | - | - | - | - | - | - | - |
| ---- | ---- | - | - | - | - | - | - | - |
| 642  | 653  | - | - | - | - | - | - | - |

## Culture et patrimoine

### Monuments

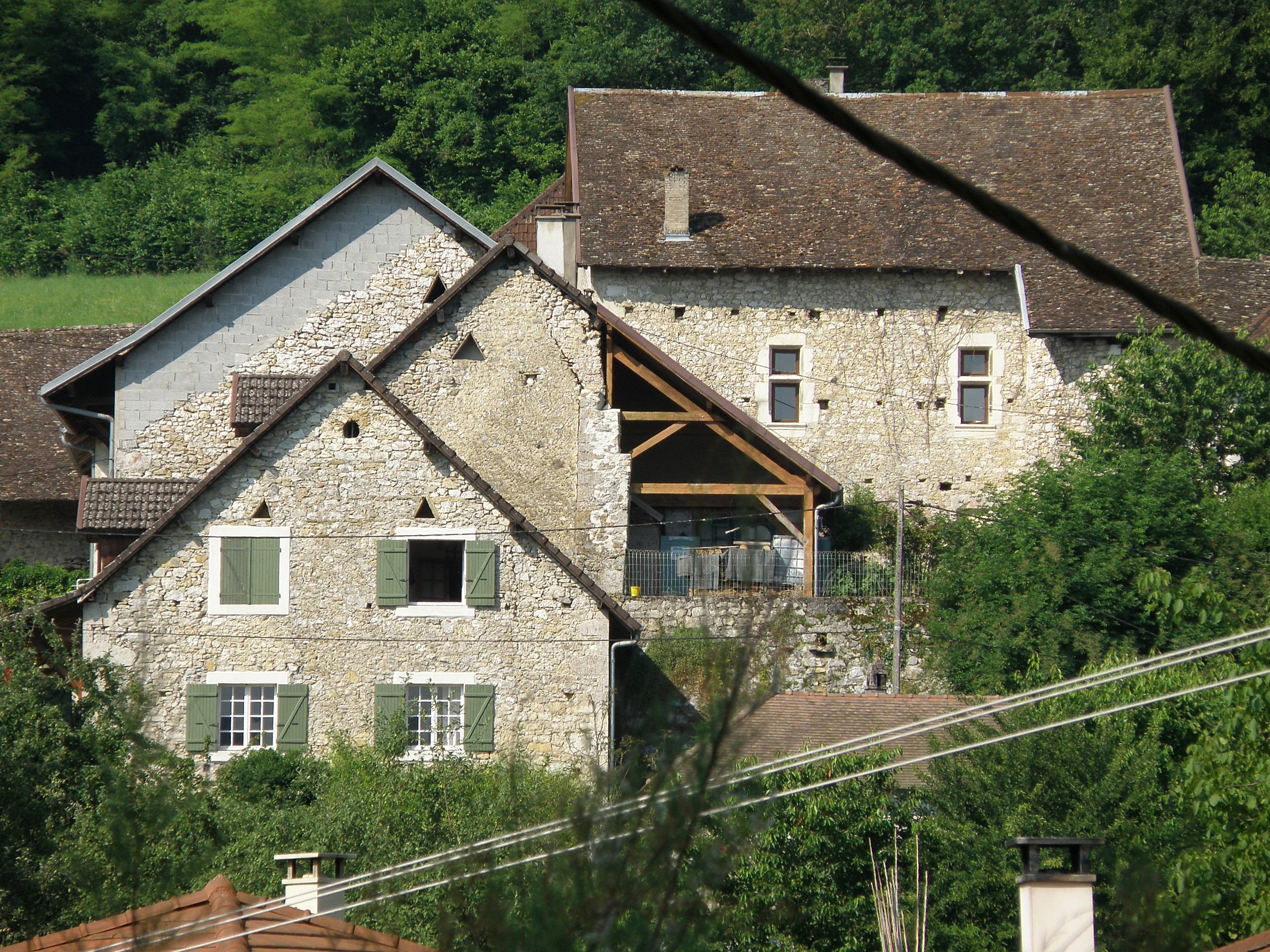
Hameau du Grand Écrivieu.

- Les vestiges préhistoriques (pierres) du lac de Bart.
- Le couvent du début du XVIIe siècle dans le hameau du Grand-Escrivieu.
- Le Pont de Lucey, pont routier franchissant le Rhône et reliant Lucey (Savoie).
- Le Pont du Lit au Roi.
- Église Saint-Martin de Massignieu-de-Rives.

### Patrimoine  naturel
- Le Haut-Rhône de la Chautagne aux chutes de Virignin, ZNIEFF de type I, classée en zone de protection spéciale, Natura 2000.
- La falaise de Musin.